# Тапираи (Минас-Жерайс)
Тапираи (порт. Tapiraí) — муниципалитет в Бразилии, входит в штат Минас-Жерайс. Составная часть мезорегиона Запад штата Минас-Жерайс. Входит в экономико-статистический микрорегион Пиуми. Население составляет 1649 человек на 2006 год. Занимает площадь 412,442 км². Плотность населения — 4,0 чел./км².

## История
Муниципалитет основан 1 января 1954 года.

## Статистика
- Валовой внутренний продукт на 2003 год составляет 12 326 254,00 реалов (данные: Бразильский институт географии и статистики).
- Валовой внутренний продукт на душу населения на 2003 год составляет 6987,67 реалов (данные: Бразильский институт географии и статистики).
- Индекс развития человеческого потенциала на 2000 год составляет 0,739 (данные: Программа развития ООН).